# 419 Aurelia
419 Aurelia eller 1896 CW är en stor asteroid i huvudbältet, som upptäcktes 7 september 1896 av den tyske astronomen Max Wolf.
Asteroiden har en diameter på ungefär 148 kilometer.